# نامه عاشقانه (فیلم ۱۹۹۹)
نامه عاشقانه (انگلیسی: The Love Letter) فیلمی در ژانر کمدی رمانتیک به کارگردانی پیتر چان است که در سال ۱۹۹۹ منتشر شد.

## بازیگران
- کیت کپشا
- بلایث دانر
- الن دی‌جنرس
- تام سلک
- تام اورت اسکات
- جرالدین مک‌ایوان
- جولیان نیکلسون